# حكومة رشيد كرامي الأولى
الحكومة اللبنانية الثانية والعشرون بعد الاستقلال، والسابعة بعهد الرئيس كميل شمعون، وهي أول حكومة يترأسها رشيد كرامي. تشكلت الحكومة بموجب المرسوم رقم 10300 تاريخ 19 أيلول / سبتمبر 1955، ونالت الثقة ب30 صوتاً ضد 7 أصوات وامتناع 3، واستقالت بتاريخ 19 آذار / مارس 1956.

## أعضاء الحكومة
- رشيد كرامي رئيساً لمجلس الوزراء ووزيراً للتصميم العام ووزيراً للداخلية.
- فؤاد نقولا غصن نائباً لرئيس مجلس الوزراء ووزيراً للعدلية.
- جميل مكاوي وزيراً للأشغال العامة.
- نزيه البزري وزيراً للاقتصاد الوطني ووزيراً للصحة العامة.
- جورج عقل وزيراً للأنباء ووزيراً للتربية الوطنية.
- كاظم الخليل وزيراً للبرق والبريد والهاتف ووزيراً للشئون الاجتماعية.
- سليم لحود وزيراً للخارجية والمغتربين.
- مجيد أرسلان وزيراً للدفاع الوطني.
- جوزيف سكاف وزيراً للزراعة.
- جميل شهاب وزيراً للمالية.

## وصلات خارجية
- موقع رئاسة مجلس الوزراء الرسمي